# Libanons Davis Cup-lag
Libanons Davis Cup-lag styrs av Libanons tennisförbund och representerar Libanon i tennisturneringen Davis Cup, tidigare International Lawn Tennis Challenge. Libanon debuterade i sammanhanget 1957, och har bland annat spelat i Asien-Oceanienzonens Grupp I.